# Шлак

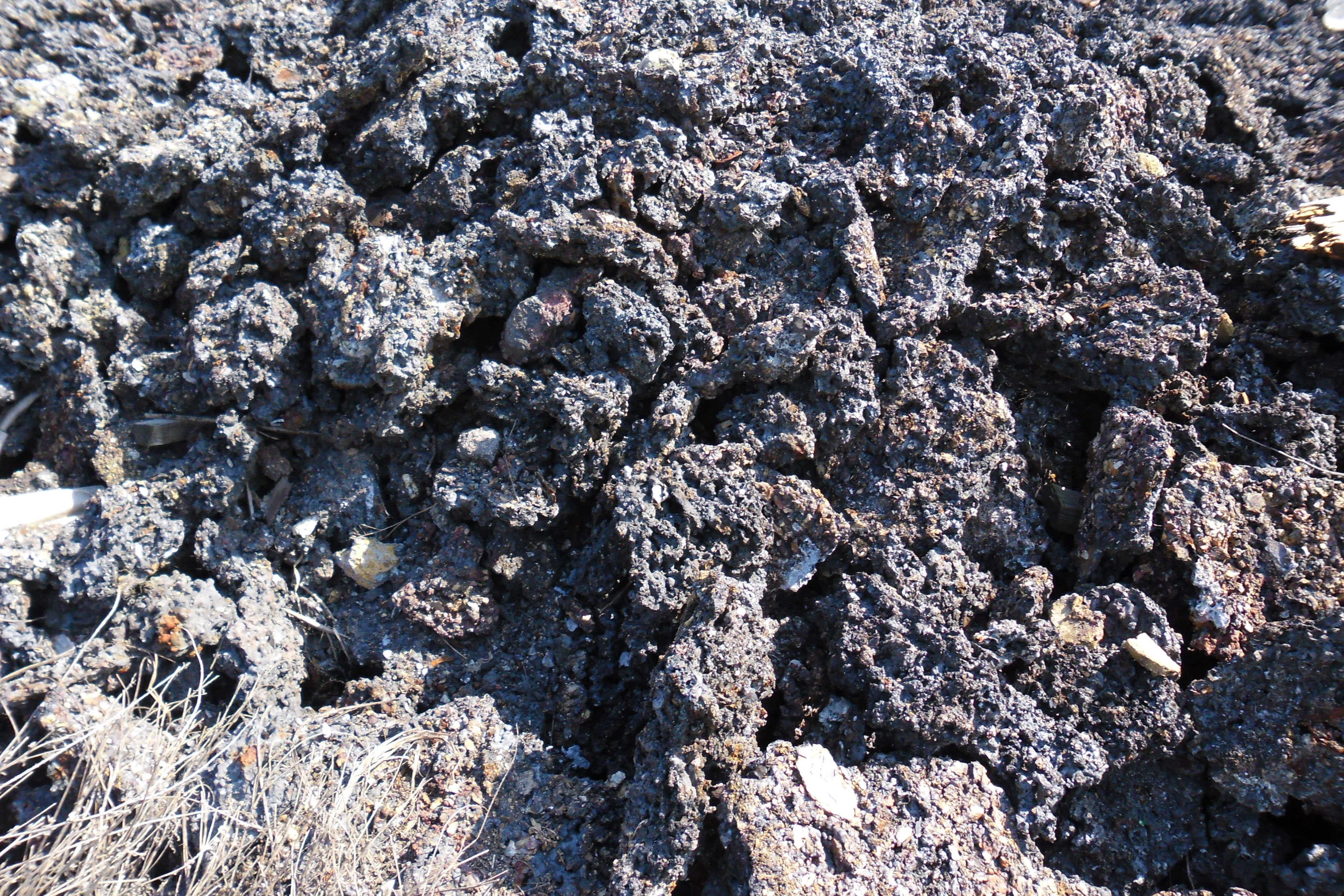
Шлак

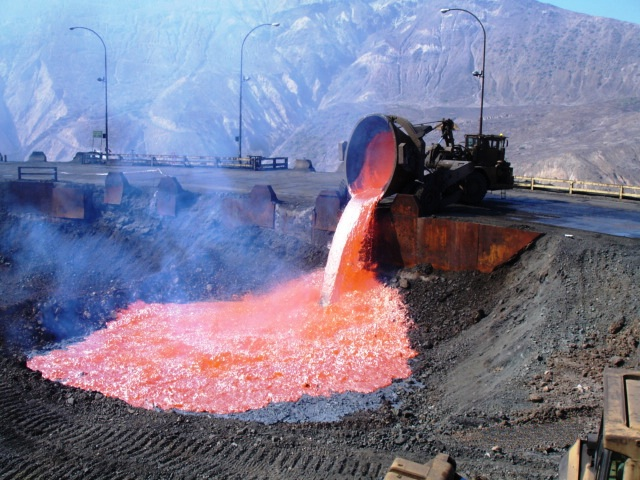
Зливання розплавленого шлаку з ковша у відвал

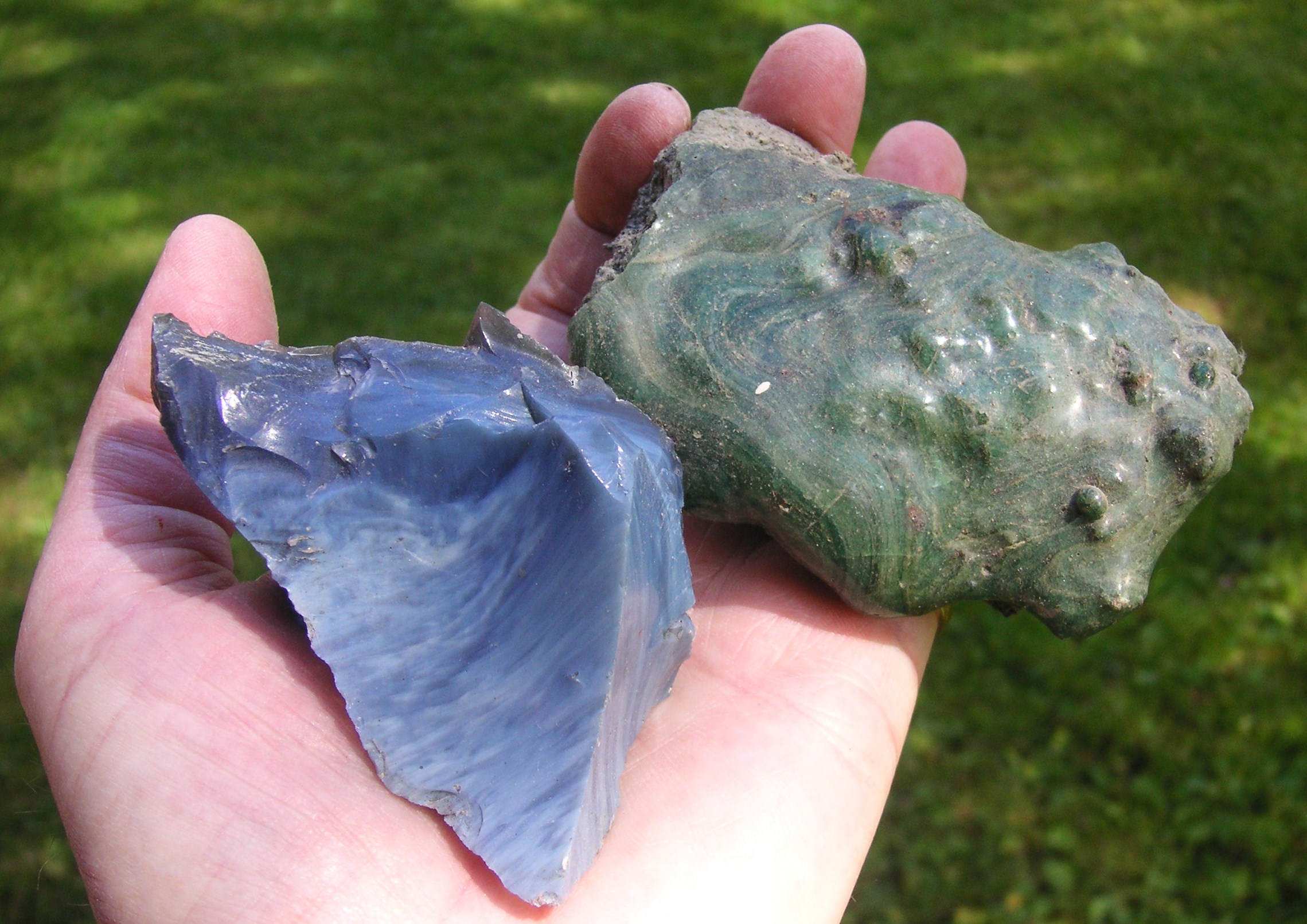
Шлак у склоподібній формі.

Шлак (нім. Schlacke), жу́желиця, жу́жіль — розтоплена або затверділа маса різних домішок, золи і флюсів, що є побічним продуктом металургійних процесів і використовується для виготовлення в'яжучих матеріалів (шлакоцемент). За хімічним складом наближаються до портландцементного клінкеру з дещо меншим вмістом СаО.

## Загальний опис
Шлак — металургійний розплав (після твердіння — каменевидна або склоподібна речовина), що зазвичай покриває поверхню рідкого металу при металургійних процесах — плавці сировини, обробці розплавлених проміжних продуктів і рафінуванні металів. Є сплавом оксидів змінного складу; головні компоненти шлаку — кислотний оксид SiO2 і основні оксиди CaO, FeO, MgO, а також нейтральні Al2O3 і (рідше) ZnO.
Залежно від переважання тих або інших оксидів шлак називають кислим або основним. Шлаки грають важливу роль у фізико-хімічних процесах металургійного виробництва: вони очищують метал від небажаних домішок, оберігають метал від шкідливої дії газового середовища печі (тобто від окиснення і газонасичення). Шлак формується з порожньої породи руди (або рудних матеріалів), флюсів, золи палива, продуктів окиснення оброблюваних матеріалів, футеровки плавильних агрегатів. У сталеплавильному виробництві шлаки іноді готують в спеціальній печі (т.з. синтетичні шлаки) і потім обробляють ними сталь в процесі випуску її з печі або конвертера в ківш. Заздалегідь підготовлений шлак застосовується при електрошлаковій переплавці металів.
Шлак зливають по жолобах у спеціальні ковші — шлаковози. Відвальні шлаки відвозять до шлакових відвалів.

### Утилізація
У чорній металургії шлак є, як правило, побічною продукцією. Шлак — вторинна сировина для отримання будівельних матеріалів (наприклад, шлакоситалів, шлакоблоків), вапняних і фосфорних добрив, а також оборотний продукт в металургії. З доменного шлаку виробляються:

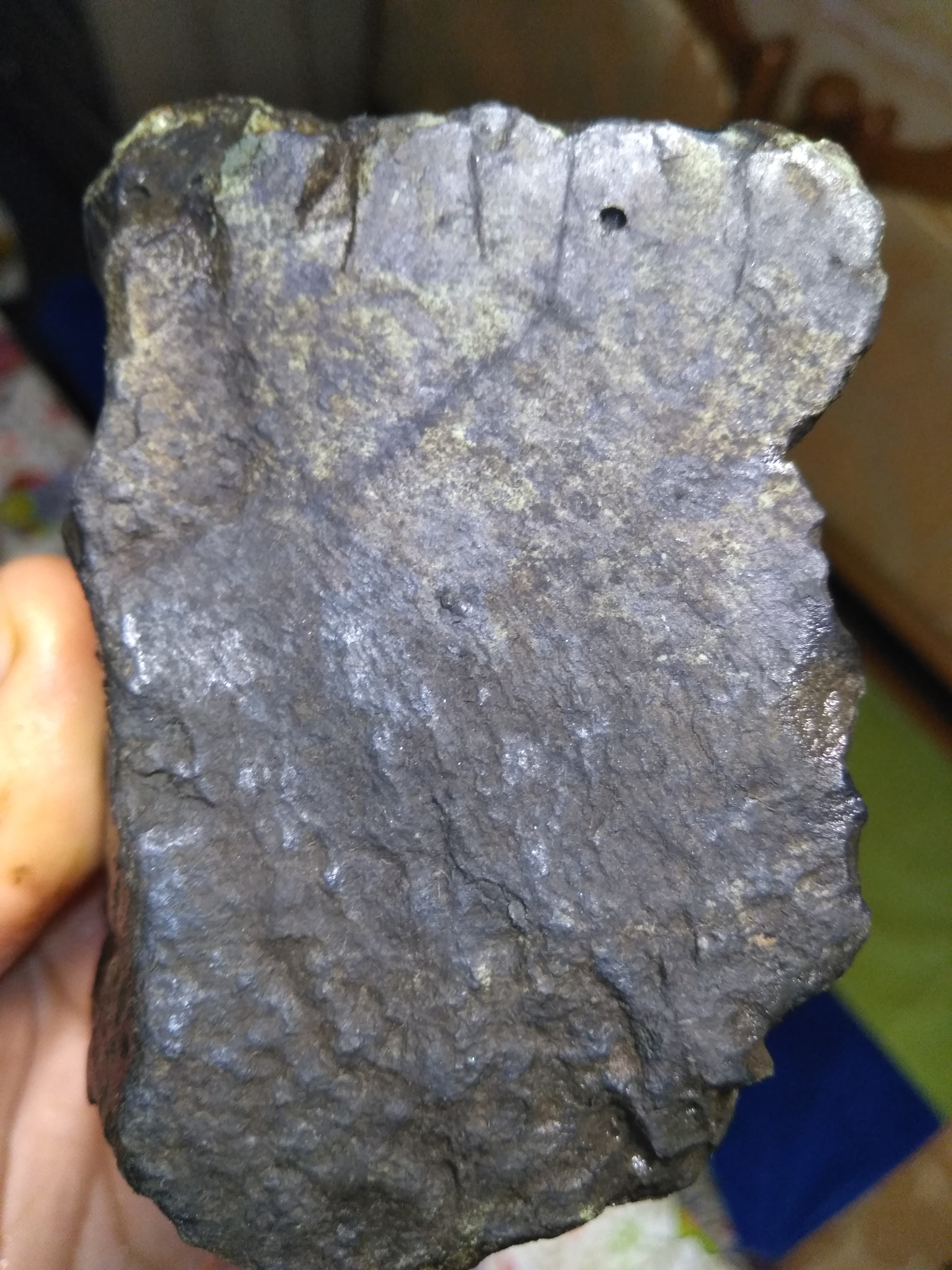
Шлак з виробництва марганцевих феросплавів НЗФ

- Шлак з виробництва марганцевих феросплавів НЗФгранульований шлак, вживаний у виробництві цементу і шлакоблоків;
- пемза — легкий заповнювач бетонів;
- щебінь;
- литі вироби (петрургія);
- шлакова вата

Із сталеплавильних шлаків виготовляють щебінь для дорожнього будівництва; крім того, вони використовуються в аглодоменному і вагранковому виробництвах з метою витягання марганцю, заліза, окислу кальцію, що містяться в них. Феросплавні шлаки переробляються на вапняне борошно, щебінь і шлаковий пісок для будівництва, технологічний порошок для ливарного виробництва, частина їх йде на виплавку готових сплавів. Для виробництва феросплавів отримують і спеціальні шлаки шляхом комплексної переробки руди і чавунів. З природнолегованого чавуну доцільно методом окиснення переводити в шлак ванадій, марганець, ніобій і інші метали, а потім використовувати цей шлак для виробництва вказаних металів або їх сплавів.

## Класифікація

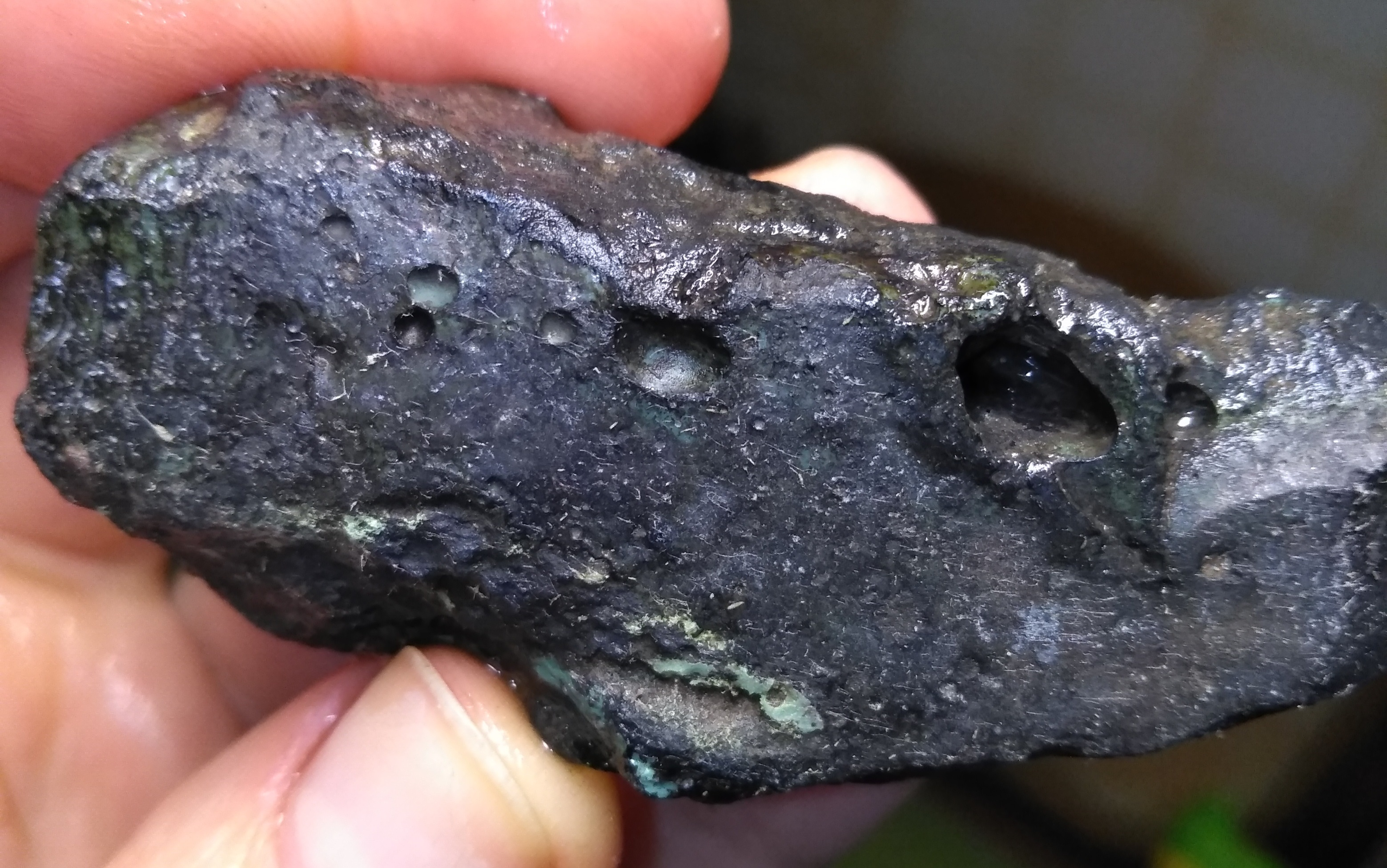
Феросплавний шлак

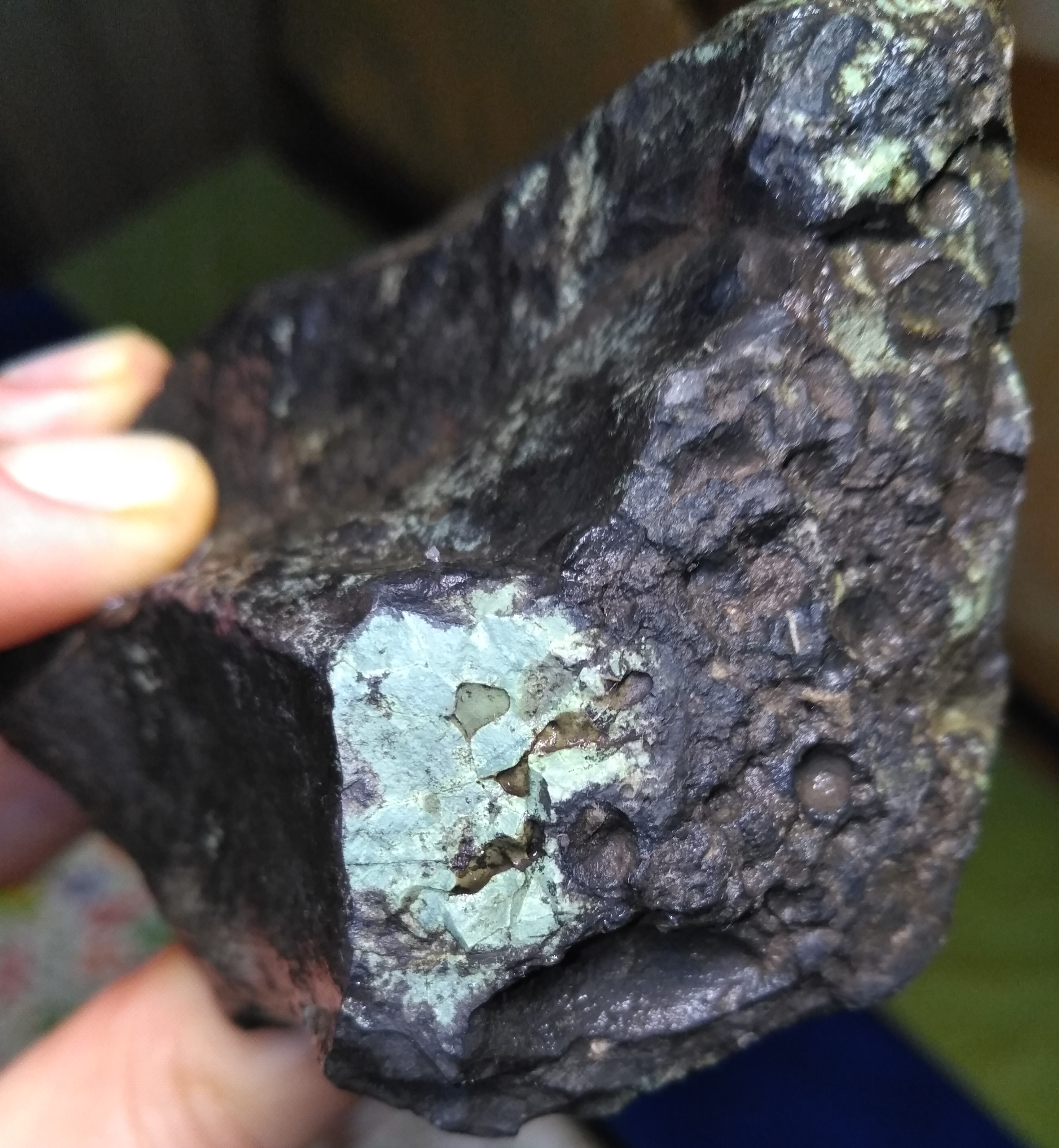
Феросплавний шлак

У кольоровій металургії розрізняють шлаки два види шлаків:
- Передільні шлаки містять підвищені кількості цінних металів; вони утворюються як побічний продукт в процесах отримання або рафінування металів (наприклад, конвертерні шлаки нікелевого і мідного виробництв або анодні шлаки рафінування міді). Іноді передільний шлак є одним з основних продуктів технологічної схеми, в якому концентрується витягуваний метал (наприклад, титанові або ванадієві шлаки). Вихід шлаку дуже великий (при переробці бідних руд до 100—120 т на 1 т витягнутого металу), тому навіть невеликий вміст кольорових металів в шлаках приводить до значних втрат. Для витягання металів з передільних шлаків їх направляють в оборот в один з головних процесів технологічні схеми або застосовують спеціальні процеси обробки: ф'юмінгування, електроплавлення з добавкою відновника і сульфідізатора, флотацію і ін.
- Відвальні шлаки концентрують в собі оксиди металів, що не підлягають витяганню в металургійному переділі, а також різні домішки і залишкові невеликі кількості цінних металів, довитяг яких при даному рівні технології економічно невигідний. Відвальні шлаки частково використовують для виробництва шлаковати і інших будівельних матеріалів (наприклад, шлакоблоків). Повне і комплексне використання шлаків забезпечує безвідходну технологію і зменшує забруднення довкілля.

### В Україні
Ті чи інші шлаки виробляють всі українські металургійні підприємства, найбільшими з яких є Метінвест Холдинг, АрселорМіттал Кривий Ріг, Дніпровський металургійний комбінат, Інтерпайп. Найбільше переробляють шлаки АрселорМіттал та Recycling Solutions (заснована SCM 2012 року для управління відходами та побічними продуктами). 2018 року в Україні було перероблено 5 млн тонн металургійних шлаків (приблизно половина потенційно придатних до переробки).